# 磯貝正吾
礒貝正吾（いそがい しょうご）は日本のゲームクリエイター。1993年に株式会社アトラス（旧社）に入社し、『真・女神転生II』からほぼ全ての『真・女神転生シリーズ』に参加。

## 制作に参加した作品
- 1994年【SFC】魔神転生 （シナリオ）
- 1994年【SFC】真・女神転生II
- 1994年【SFC】真・女神転生if... （システム・アキラ編シナリオ）
- 1995年【SS】 真・女神転生デビルサマナー （システム）
- 1996年【SS】 真・女神転生デビルサマナー 〜悪魔全書〜 （悪魔解説）
- 1997年【SS】 デビルサマナー ソウルハッカーズ （シナリオ・世界観設定・悪魔合体）
- 1997年【SS】 デビルサマナー ソウルハッカーズ 悪魔全書第二集
- 1999年【PS】 デビルサマナー ソウルハッカーズ
- 2003年【PS2】真・女神転生III-NOCTURNE （シナリオ・世界観構築）
- 2004年【PS2】真・女神転生III-NOCTURNE マニアクス
- 2005年【DS】超執刀 カドゥケウス （シナリオ・世界観構築）
- 2005年【PSP】真・女神転生デビルサマナー （ディレクター）
- 2006年【PS2】デビルサマナー 葛葉ライドウ 対 超力兵団 （脚本監修・悪魔合体・サブシステム）
- 2006年【Wii】カドゥケウスZ 2つの超執刀 （シナリオ・世界観構築）
- 2007年【Wii】カドゥケウス ニューブラッド （シナリオ・世界観構築）
- 2009年【DS】真・女神転生 STRANGE JOURNEY （シナリオ）

## その他作品への影響
- 磯貝をモデルとしたキャラクター
  - 『真・女神転生デビルサマナー』に登場する「磯野刑事」は礒貝をモデルにしたキャラクター。いつもTシャツを着ている。
  - 『女神異聞録ペルソナ』に登場する「黒瓜勉」も礒貝をモデルにしたキャラクター。設定上は磯野刑事の甥っ子。礒貝は『女神異聞録ペルソナ』には関わっていないが、いつの間にか登場させられていて、その風貌に驚いたと言う。
    - 上記の2人を描いたのは金子一馬。

  - 『ペルソナ3』に登場する保健教師「江戸川」も礒貝をモデルにしたキャラクター。製作スタッフではないが江戸川の授業テキストは彼が執筆しており、そのためスタッフロールのSpecial Thanksでは最初にクレジットされている。『ペルソナ4』でも修学旅行先の特別授業において「江戸川」として登場する。
- キャラクターの口調
  - 『デビルサマナー ソウルハッカーズ』に登場する悪魔、夜魔モコイや幽鬼オバリヨンの「ダメダメだね、チミ」「〜ッスよ」といった口調は礒貝のメモが元になっている。このメモが少しふざけた内容だったものの個性的でおもしろかったため、会話担当者の目に止まり、ゲーム中に登場することになった。この口調は「磯貝君」をもじって「ガイン君」と呼ばれ ている。
  - 『真・女神転生III-NOCTURNE』では、子供のマネカタが「ガイン君」口調で喋っている。
  - 『デビルサマナー 葛葉ライドウ 対 超力兵団』でも同様の口調は登場し、こちらでは「ガイン氏」と呼ばれている。蛮力属オバリヨン、外法属モコイ、技芸属トートが該当。